# Donabaghatta, Bhadravati
Donabaghatta là một làng thuộc tehsil Bhadravati, huyện Shimoga, bang Karnataka, Ấn Độ.